# Südchinakraton

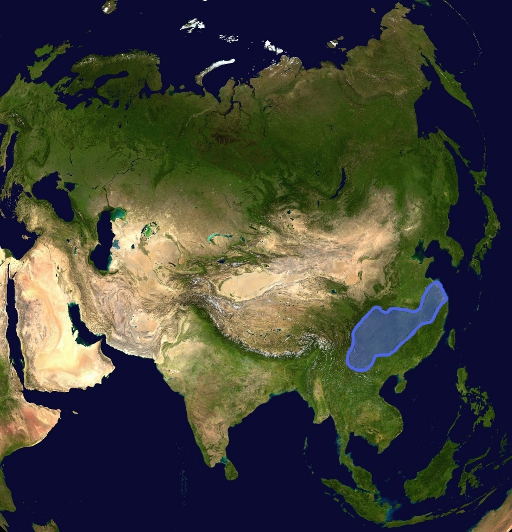
Lage des Kernes des Südchinakratons

Südchinakraton, auch bekannt als Südchinesischer Kraton, Südchinesischer Kontinent oder Yangtze-Kraton, war ein alter kontinentaler Kraton, der heute Teile des südlichen Chinas, Indochina und Teile Südostasiens (z. B. Borneo, Taiwan). Südchina war Teil mehrerer ehemaliger Superkontinente, einschließlich Rodinia, Pannotia, Gondwana, Pangaea, Laurasia und Eurasia.

## Präkambrium
Etwa vor einer Milliarde Jahre (Spätes Proterozoikum) wurde der Superkontinent Rodinia gebildet. Südchina war als Teil des Urkontinents Rodinia begrenzt durch den Mirovia-Ozean im Norden, dem Sibiria-Kontinent im Osten, Australia im Westen und Laurentia im Süden. Vor 750 Millionen Jahre brach Rodina auseinander und Südchina wurde zu einem eigenen isolierten Kontinent.
Hundert Millionen Jahre später entstand aus den vormals fragmentierten Teilen von Rodinia der neue Superkontinent Pannotia. Südchina kollidierte mit Nordchina und Ost-Gondwana (hauptsächlich Australia).

## Paläozoikum
Als vor 550 Millionen Jahren Pannotia auseinanderbrach, wurden der Südchinakraton und der Nordchinakraton Teil von Ost-Gondwana. Im späten Silur (175 Millionen Jahre nach dem Auseinanderbrechen Pannotia) drifteten von Gondwana weg und bewegten sich über die schrumpfenden Proto-Tethys. Ein neuer Ozean wurde dabei am südlichen Rand gebildet, die Palaeotethys. Im späten Karbon (vor 300 Millionen Jahren), als der Nordchinakraton mit Siberia und dem Kasachstan Terran kollidierte und dabei die Proto-Tethys komplett schloss, wurde Südchina ein eigener Kontinent.

## Mesozoikum und Känozoikum
Während des Perms blieb Südchina in tropischen Breiten. Während die meisten großen Bärlapppflanzen des Karbons verschwanden, blieben diese in Südchina aufgrund der isolierten Lage von Pangea erhalten. Cimmeria, ein Mikrokontinent bestehend aus dem heutigen Tibet, Iran und Teilen Südostasien, brach von Gondwana weg und bewegte sich Richtung Laurasia. Die Paleo-Tethys begann zu schrumpfen, der neue Tethys Ozean wiederum expandierte. Im Mittleren Trias kollidierte der östliche Teil Cimmerias mit dem Südchinakraton und zusammen drifteten sie nordwärts Richtung Laurasia. Im späten Trias kollidierte der Südchinakraton mit dem Nordchinakraton und bildeten das heutige China, als Folge der Kollision mit Indien mit der Südrand Cimmerias bildeten sich in Südchina mehrere Gebirge.